# Intelsat 508
O Intelsat 508 (anteriormente denominado de Intelsat V F-8) foi um satélite de comunicação geoestacionário construído pela Ford Aerospace, ele esteve localizado na posição orbital de 180 graus de longitude leste e era de propriedade da Intelsat, empresa atualmente sediada em Luxemburgo. O satélite foi baseado na plataforma Intelsat-5 bus e sua vida útil estimada era de 7 anos.

## Lançamento
O satélite foi lançado com sucesso ao espaço no dia 5 de março de 1984, às 00:50:03 UTC, por meio de um veículo Ariane 1 a partir do Centro Espacial de Kourou, na Guiana Francesa. Ele tinha uma massa de lançamento de 1.928 kg.

## Capacidade
O Intelsat 508 era equipado com 21 transponders de banda C e 4 de banda Ku para 12.000 circuitos de áudio e 2 canais de TV.